# Banrisul
Banco do Estado do Rio Grande do Sul (Banrisul) é um banco estatal brasileiro, constituído na forma de sociedade de economia mista, com participação do Governo do Estado do Rio Grande do Sul como maior acionista individual, com foco de negócios na Região Sul do Brasil.
Atualmente, conta com mais de 9 mil funcionários e mil pontos de atendimento – sendo 619 agências e postos de atendimento e 413 pontos de autoatendimento, presentes no Distrito Federal, Paraná, Rio de Janeiro, Santa Catarina e São Paulo.

## História
Foi autorizado pelo Decreto Federal 18.374, de 28 de agosto de 1928, o funcionamento do Banco do Rio Grande do Sul, sociedade anônima de crédito real, rural e hipotecário, com sede em Porto Alegre. No dia 6 de setembro, o governo estadual aprovou seus estatutos da nova sociedade bancária, publicando o Decreto no. 4.139.
Finalmente foi criado em 12 de setembro de 1928, pelo então presidente Getúlio Vargas. Tendo como presidente o secretário estadual da Fazenda, Firmino Paim Filho, tinha como objetivo primeiro empréstimos de longo prazo, uma solicitação insistente dos pecuaristas locais. Suas letras hipotecárias tinham garantia do Estado, facilitando sua colocação no mercado interno, e no exterior, a principal fonte de recursos para empréstimos de longo prazo. Entretanto, como os créditos hipotecários tinham baixo retorno, o Banco criou desde o início uma carteira de empréstimos de curto prazo, oferecendo um fluxo contínuo de empréstimos tanto à lavoura (principalmente de arroz), como à pecuária e à indústria do charque - crédito ansiado pelos pecuaristas gaúchos.
A primeira agência ficava na Praça da Matriz, em Porto Alegre, junto ao Tesouro do Estado e ao lado do Theatro São Pedro, sendo derrubado posteriormente para a construção do Palácio da Justiça. Em setembro de 1929, o banco mudou-se para os fundos da Secretaria da Fazenda, na avenida Mauá.
Em 1930, incorporou as agências do Banco Popular e, no ano seguinte, do Banco Pelotense. Em 1941, mudou para uma nova sede na rua Sete de Setembro (onde segue funcionando uma agência do banco). Em 1949, já contava com 34 agências e 45 escritórios.
O banco passou a ser chamado Banco do Estado do Rio Grande do Sul (BERGS) em 1960. Na década de 1950, iniciou o planejamento da construção de uma nova sede, já que a de então era considerada acanhada e obsoleta. Um relatório de 1957 apontou que a venda de cotas de fundo imobiliário para financiar o novo prédio fora um sucesso. Projetada pelo engenheiro e arquiteto Alfredo Ernesto Becker, a nova sede foi construída na rua Capitão Montanha, ocupando o quarteirão entre as ruas Sete de Setembro, Capitão Montanha, Siqueira Campos e Caldas Junior. Em 29 setembro de 1959, a construção iniciou e a inauguração foi no dia 4 de julho de 1964, pelo governador Ildo Meneghetti. A rua, posteriormente, seria incorporada à Praça da Alfândega, onde a sede se localiza até hoje. Ali, o banco instalou seus primeiros computadores eletrônicos, da IBM.
O banco iria, segundo o projeto, ocupar os seis primeiros andares, destinando os outros 16 a escritórios. A agência central começou a funcionar no dia 6 de julho, se estendendo do subsolo, um andar com pé-direito duplo e outro com pavimento simples. O banco acabou ocupando outros oito pavimentos, com diretoria e administração. Atualmente, o Banrisul ocupa 16 dos 22 andares.
Em setembro de 1965, contava com uma rede de 135 agências, em 6 estados do Brasil. No ano seguinte, perseguindo a meta de se tornar a "maior rede bancária gaúcha", inaugurou mais dez agências, atendendo 108 municípios gaúchos, em nove estados, com 3524 funcionários. Num processo de conglomeração, a partir de 1965 adquiriu a Companhia União de Seguros Gerais e a Companhia de Armazéns Gerais do Rio Grande do Sul, em 1969 incorporou o Banco Regional de Pernambuco, em 1970 o Banco do Sul do Brasil sediado em Blumenau e com dez agências em Santa Catarina.
Em 1971, visando uma imagem mais positiva e popular, mudou sua sigla de BERGS, para outra mais eufônica: BANRISUL - que já aparecia no endereço de telégrafo e em notícias de jornais. Ao final de 1972 era o maior banco gaúcho, com 161 agências.
Em 1998, o Banrisul incorporou a Caixa Econômica Estadual do Rio Grande do Sul através do Decreto 38.536 de 27 de maio de 1998.

## Atualidade

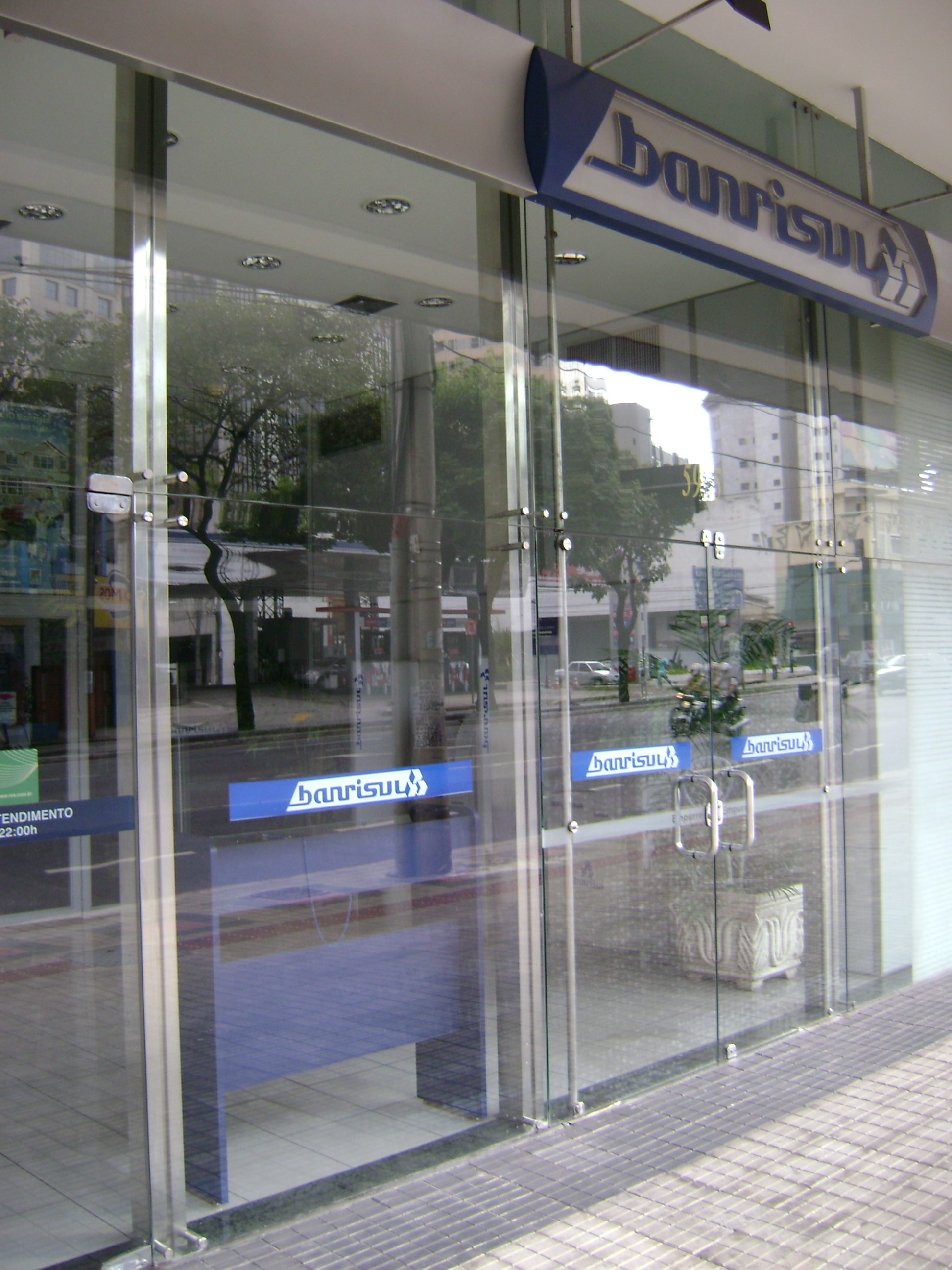
Entrada de filial do Banrisul, em Belo Horizonte

Sua missão atual é promover o desenvolvimento econômico e social do Rio Grande do Sul. É uma instituição que atende pessoas de todos os segmentos econômicos e sociais. É uma sociedade de economia mista, sob forma de sociedade anônima, cujo maior acionista é o Estado do Rio Grande do Sul, com 49,39% de participação no capital total e 98,13% de participação no capital votante. Possui 514 agências em 6 estados brasileiros. No Rio Grande do Sul participa em 98,52% da população gaúcha, com 491 agências.
Como banco múltiplo estadual atua nas carteiras comercial, crédito financiamento e investimento, crédito imobiliário, desenvolvimento, arrendamento mercantil e de investimento.
Na carteira comercial desenvolve produtos, viabiliza investimentos, fortalece as relações com o setor público, o agronegócio, micro, pequenas e médias empresas e setor de serviços. Como banco de desenvolvimento, é articulador de negócios e principal parceiro da cadeia produtiva. Na atuação social, dedica-se a fomentar projetos para melhorar a qualidade de vida dos gaúchos, principalmente, nas áreas da educação, cultura, esporte e meio ambiente.
O foco de atuação são as pessoas físicas, micros, pequenas e médias empresas. Para atender aos 4,31 milhões de clientes, a rede de atendimento do Banrisul conta com 514 agências, 181 postos e 422 pontos de Banrisul Eletrônico, além de 10.216 funcionários (dados de março de 2020).
O grupo Banrisul está constituído pelo Banco do Estado do Rio Grande do Sul S.A., Banrisul S.A. Administradora de Consórcios, Banrisul S.A. Corretora de Valores Mobiliários e Câmbio, Banrisul Armazéns Gerais e Banrisul Cartões S.A. O seu atual presidente é Fernando Lemos.

## Resultados positivos

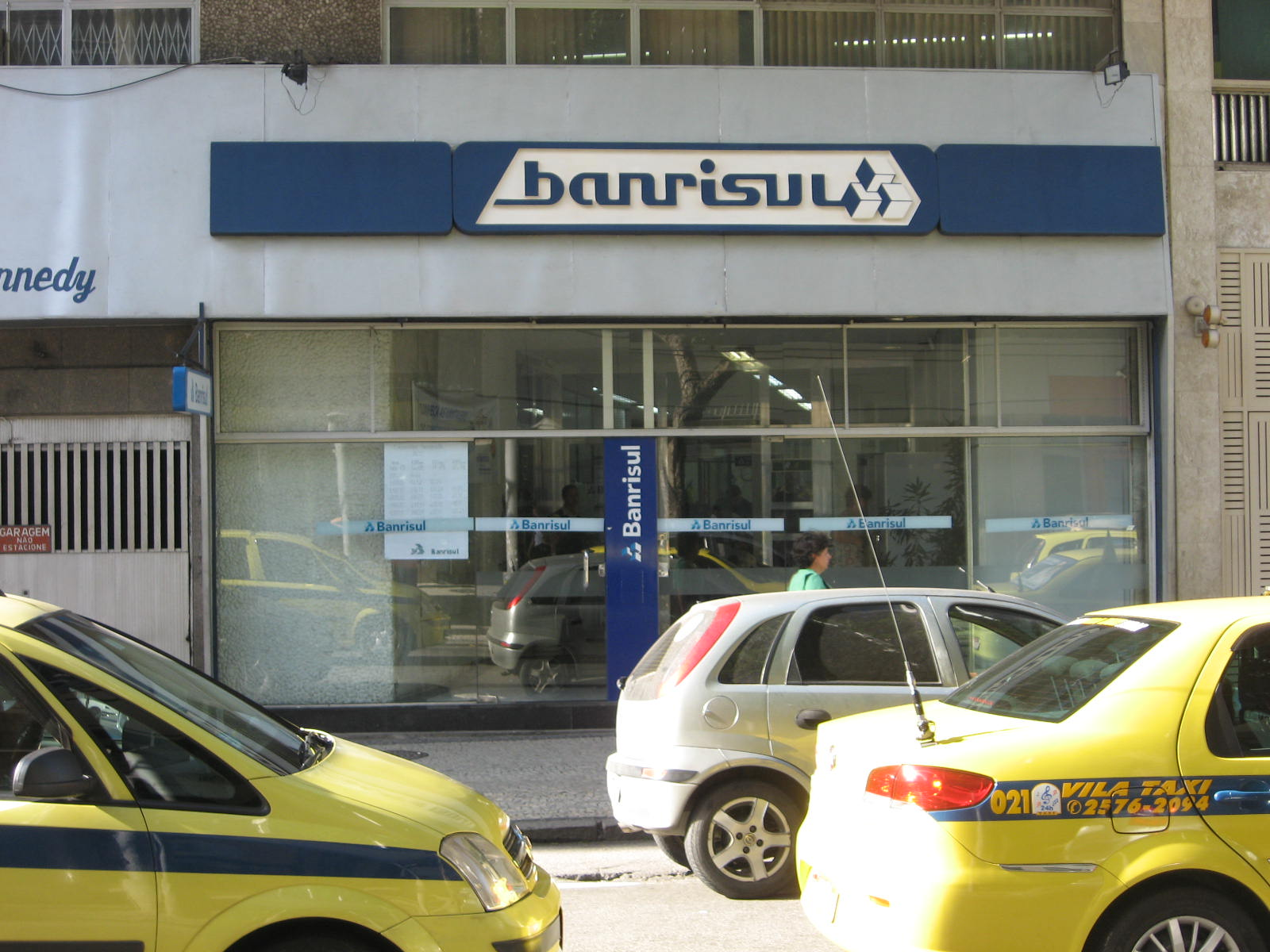
Filial do BANRISUL na Tijuca, Rio de Janeiro

No primeiro semestre de 2006, o BANRISUL registrou lucro líquido de R$ 188,9 milhões, que correspondeu a uma rentabilidade de 29% sobre o patrimônio líquido final de R$ 1,2 bilhão, superior em 11% a junho de 2005. Os ativos totais registraram, em 30 de junho de 2006, R$ 14,6 bilhões. Desses recursos, R$ 6,2 bilhões foram alocados em operações de crédito. No ano de 2006, o lucro do BANRISUL chegou a R$ 361 milhões, considerado um excelente resultado.
No ano de 2007, o BANRISUL alcançou lucro recorde de sua história chegando a R$ 916,4 milhões. O patrimônio do banco chegou a R$ 2,79 bilhões. O índice de retorno sobre o patrimônio líquido foi superior a 44%, o melhor de todos os bancos brasileiros que divulgaram seus rendimentos.
Para o ano de 2008, segundo a revista Exame, o BANRISUL foi uma das melhores empresas em que investir. O grupo também foi escolhido como o Melhor Conglomerado Financeiro do País no segmento público em 2007 pela revista Conjuntura Econômica, editada pelo Instituto Brasileiro de Economia da Fundação Getulio Vargas (FGV), do Rio de Janeiro.
Também em 2008, segundo a publicação norte-americana Forbes, o Banrisul passou a integrar o grupo das duas mil maiores empresas do mundo, juntamente com outras 33 empresas brasileiras. O lucro do banco no período atingiu a cifra de R$ 504,7 milhões, descontando crédito tributários, um valor 30,1% maior do que ano anterior.
Em 2010, de acordo com a revista norte-americana Forbes, o Banrisul é o 4º maior banco do Brasil, atrás apenas do Bradesco, Banco do Brasil e Itaú.
Em 2018, ano em que comemora 90 anos de existência, o Banrisul anunciou o maior lucro líquido consolidado de sua história: R$ 1,05 bilhão referente ao ano de 2017, resultado 59,6% acima do de 2016. Entretanto, em 2019 o banco gaúcho anunciou um novo lucro bilionário, R$1.096 bilhão, na comparação com o lucro líquido recorrente de 2017, R$ 911,6 milhões. 

## Preferência dos gaúchos
Em 2007, o Banrisul venceu novamente na categoria Bancos como o banco preferido dos gaúchos através da Pesquisa Marcas de quem decide do Jornal do Comércio. O Jornal do Comércio publica anualmente essa pesquisa que vem sendo sistematicamente vencida pelo Banrisul.

## Capitalização
Em 2007, o Banrisul passou por um processo de capitalização onde se firmou como um dos maiores bancos públicos do Brasil. O Banrisul voltou a ter uma quantidade razoável de free float na B3. A ação foi considerada um sucesso, pois além de manter o controle da instituição com o governo do Estado do Rio Grande do Sul o banco aumentou seu patrimônio líquido consideravelmente.

## Banricompras
O Banricompras é um produto do Banrisul para seus clientes que permite utilizar o cartão de conta corrente para o pagamento à vista, a prazo ou parcelado nos estabelecimentos conveniados. É considerado inovador pois o cliente, a bandeira do cartão, a rede de conveniados e as soluções tecnológicas todos pertencem ao Banrisul.
O Banricompras é o cartão mais utilizado no Brasil, mesmo estando mais concentrado em uma área mais específica, o Rio Grande do Sul, a expansão da rede de conveniados acontece exponencialmente e, com a abertura de mais 25 agências no estado de Santa Catarina previstas para o final de 2009, o Banrisul, além de preencher a lacuna deixada pelo BESC, inicia o processo de ampliação da rede para outros estados.

## Slogans
- 2003 - 2006 - Banrisul, o banco do Estado do Rio Grande do Sul
- 2007 - 2010 - Quem tem Banrisul tem tudo
- 2010 - 2012 - Banrisul e você. Essa história tem futuro
- 2012 - 2016 - Evoluindo sempre com você[22]
- 2016 - 2020 - O grande banco do Sul
- 2020 - 2022 - Nossa parceria faz a diferença
- 2022 - Nossa conexão transforma

## Presidentes
| Exercício     | Presidente              | Governador       | Partido |
| ------------- | ----------------------- | ---------------- | ------- |
| 1999–2000     | João Acir Verle         | Olívio Dutra     | PT      |
| 2000–2003     | Túlio Zamin             | Olívio Dutra     | PT      |
| 2003–2007     | Fernando Lemos          | Germano Rigotto  | PMDB    |
| 2007–2010     | Fernando Lemos          | Yeda Crusius     | PSDB    |
| 2010–2011     | Mateus Bandeira         | Yeda Crusius     | PSDB    |
| 2011–2015     | Túlio Zamin             | Tarso Genro      | PT      |
| 2015–2019     | Luiz Gonzaga Mota       | José Ivo Sartori | PMDB    |
| 2019–2023     | Claudio Coutinho Mendes | Eduardo Leite    | PSDB    |
| 2023–presente | Fernando Lemos          | Eduardo Leite    | PSDB    |

## Museu Banrisul
Aberto ao público, em Porto Alegre, na Casa de Cultura Mário Quintana e no Memorial do Estado do Rio Grande do Sul, o museu mostra toda a trajetória da instituição.
O Banrisul, através do seu Museu, reúne um acervo representativo da História do Estado, por sua existência sintonizadas com o contexto sócio-econômico e cultural do Rio Grande do Sul.
O Museu Banrisul abriu suas portas para visitação pública em 15 de março de 1994. Suas peças foram coletadas junto às agências do Estado e do país, entre elas destacamos: documentos, máquinas, relógios, fotografias, mobiliário, enfim, objetos que denotam a rotina bancária, recebendo, também, doações de material, feitas pelas agências, clientes ou simpatizantes da instituição.
Além de sua exposição de caráter permanente, realiza-se exposições de eventos ligados à história do Banco e do Estado. O Museu Barinsul preserva para o futuro o legado de nossa história no Memorial do Rio Grande do Sul e na Casa de Cultura Mário Quintana. Estes espaços estão à disposição dos pesquisadores e à visitação de escolas, turistas e população em geral.

## Centro de treinamento
O Banrisul possui em Porto Alegre um Centro Social e de Treinamento para seus colaboradores. Está localizado na Estrada da Serraria, 3100, no bairro Ponta Grossa.

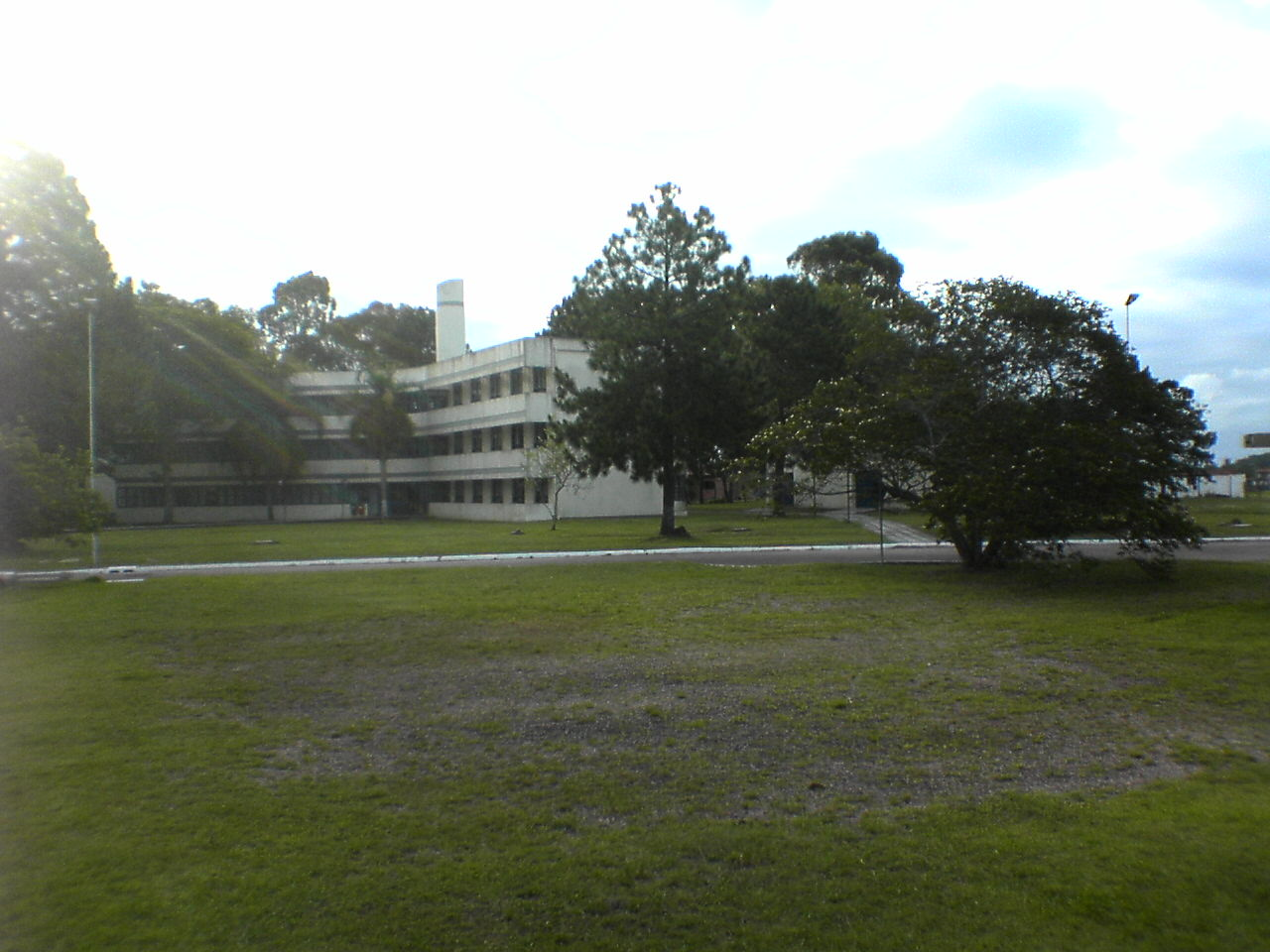
Alojamento do Centro de Treinamento
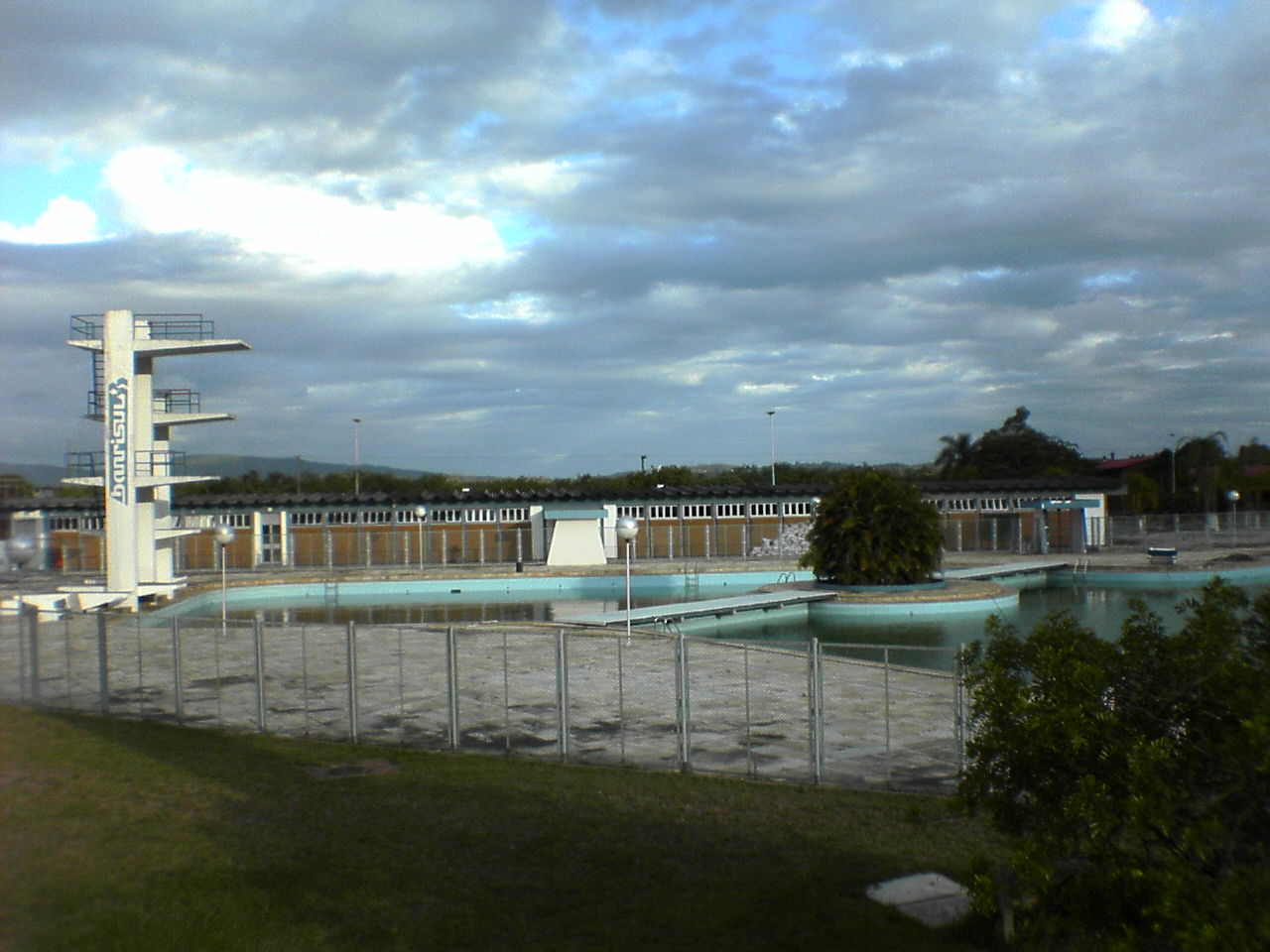
Vista das piscinas
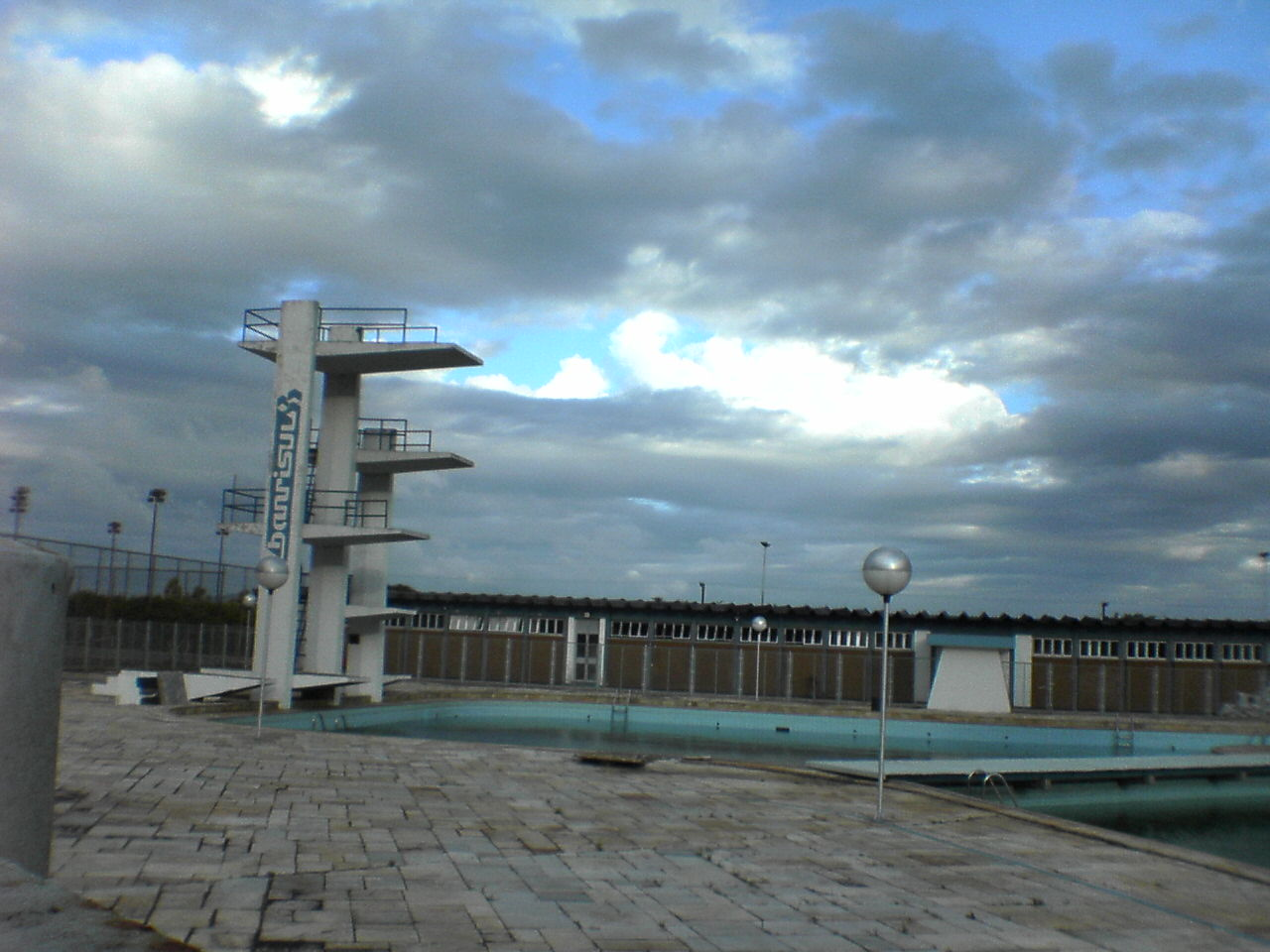
Piscinas
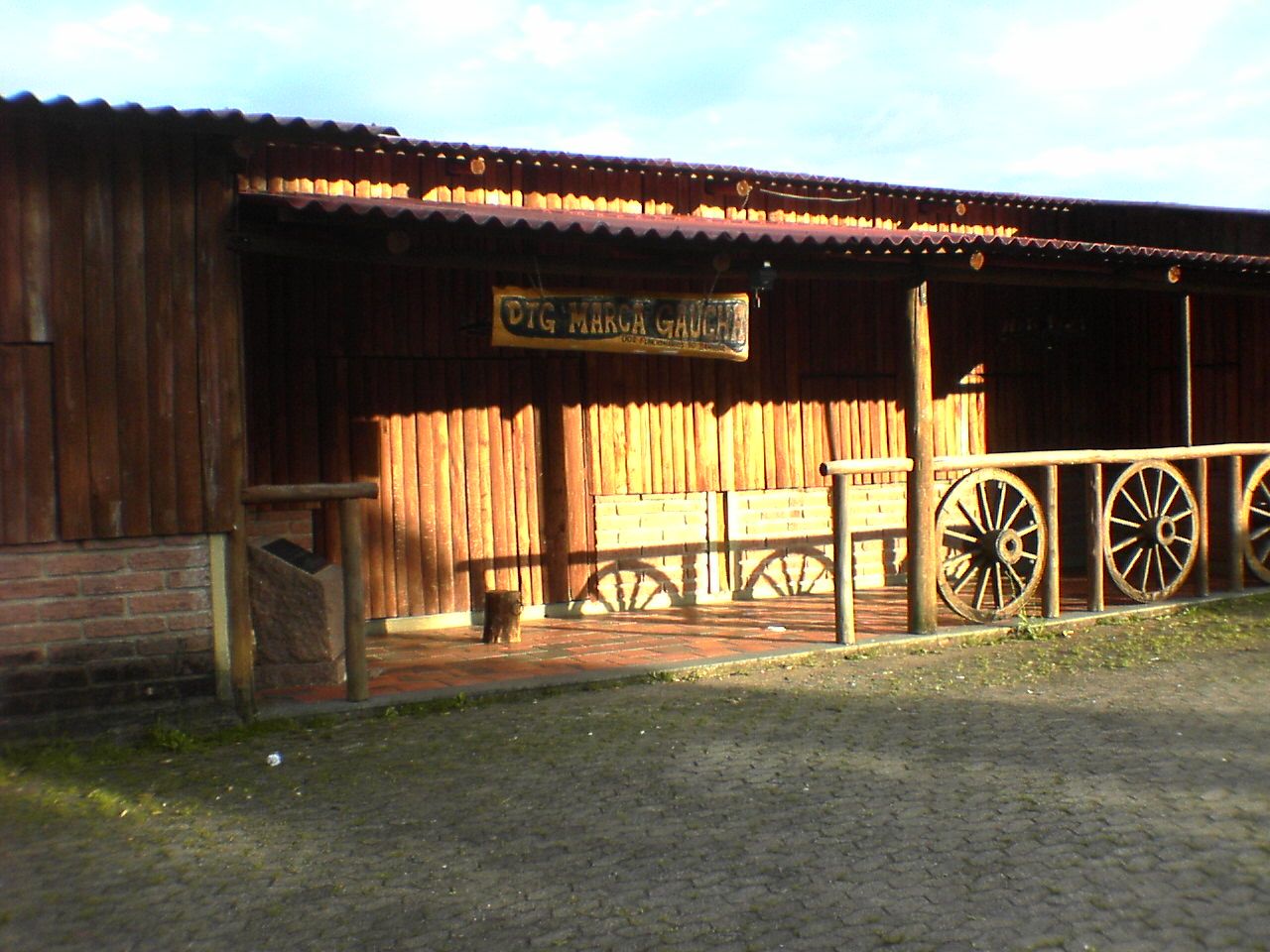
DTG Marca Gaúcha
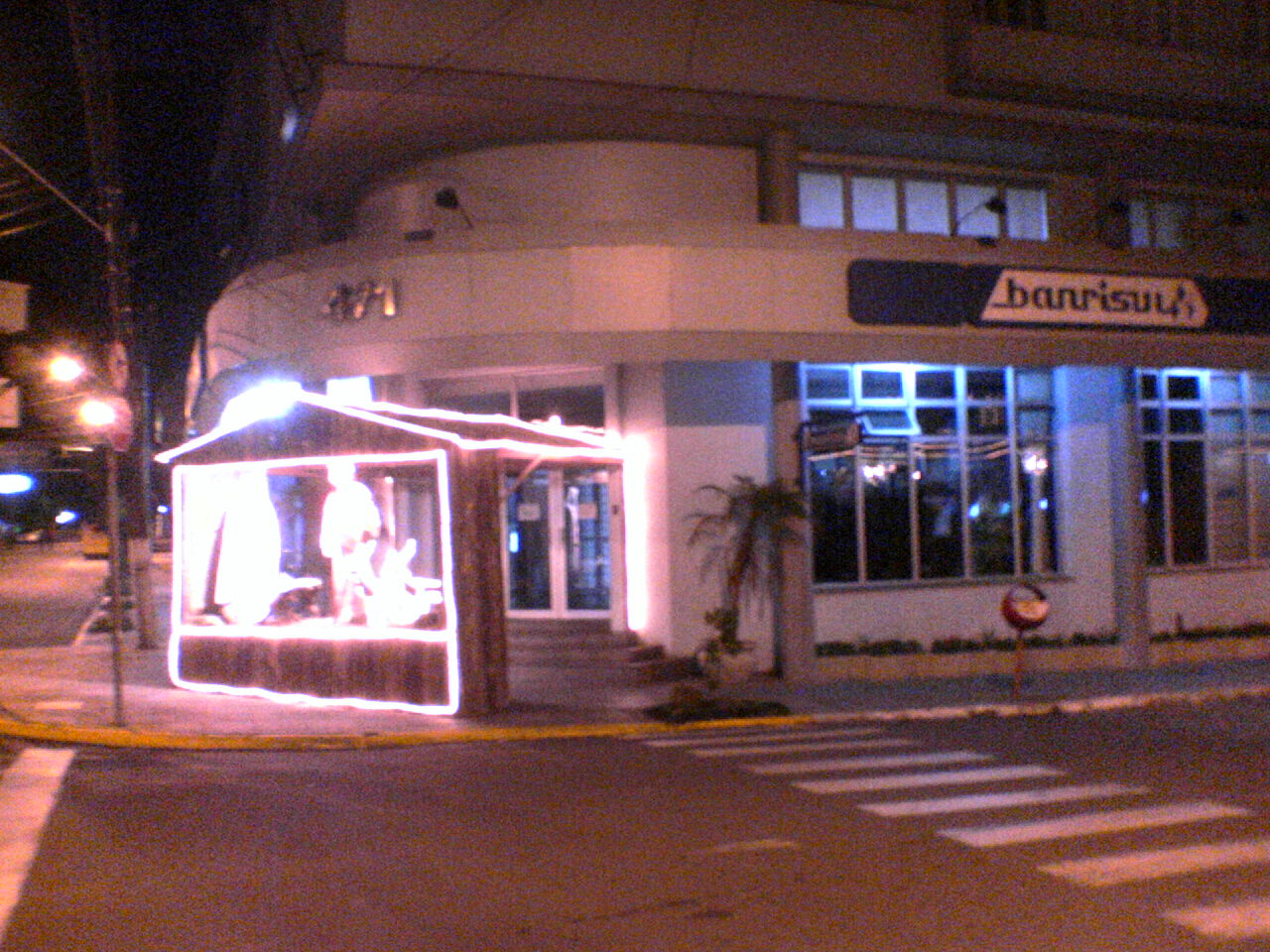
Agência Farroupilha
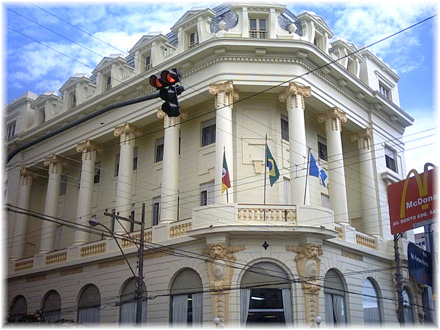
Agência Pelotas